# Baulé
I baulé (scritto talvolta "baoulé", o "baule") sono un gruppo etno-linguistico della Costa d'Avorio, stanziati principalmente nella regione compresa fra i fiumi Comoé e Bandama. Anche se non esistono statistiche ufficiali sulla popolazione baulé, dal momento che nel censimento della Costa d'Avorio essi vengono conteggiati insieme agli altri gruppi Akan,, il loro numero è stimato intorno ai sette milioni nel 2025.
La lingua baulé è una lingua del gruppo akan; al 2022, è parlata da 4,7 milioni di parlanti totali.

## Storia
Si ritiene che i baulé siano discendenti dei profughi che fuggirono dal Ghana in Costa d'Avorio nel XVII secolo, durante l'ascesa del regno ashanti. Questa origine è ricordata nella tradizione orale baulé con una leggenda. Si tramanda che essi fuggirono dal Ghana sotto la guida di una regina chiamata Pokou. Inseguiti dall'esercito ashanti, giunsero presso un grande fiume che non poteva essere attraversato. Pokou comprese che si richiedeva un sacrificio propiziatorio, e scelse di rinunciare alla cosa che le era più cara, affogando nel fiume il proprio figlio. Come ricompensa per il suo gesto, gli ippopotami salirono in superficie, formando un ponte su cui i baulé attraversarono il fiume. Dopo aver attraversato il fiume, la regina era affranta, e l'unica cosa che riuscì a dire è bauli, "il bambino è morto". Da questo lamento deriverebbe il nome baulé.

## Arte

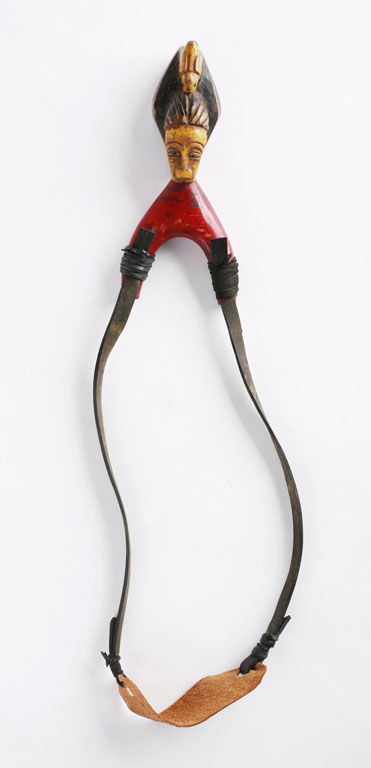
Una fionda baulé per bambini

La produzione artistica è strettamente collegata sia alle esigenze agricole sia alla tradizionale religione ancestrale. Il prodotto tipico è la maschera, suddivisa in due categorie: la prima prevede raffigurazioni di animali, ed è caratterizzata da policromia e grande risalto plastico; la seconda rappresenta figure umane impreziosite da elementi simbolici, come il sole, la fecondità e la potenza. Tra quest'ultimo tipo di maschere, celebre è quella denominata di Gu, realizzata in legno scuro e presentante le classiche scarificazioni tribali e la capigliatura a mezzaluna.
Spesso le statuette, di una altezza poco inferiore al mezzo metro, rappresentano figure legate al culto degli antenati e richiedono l'espletamento di particolari riti, come offerte e preghiere da parte degli adepti. Queste opere rivelano un gusto naturalistico ed una particolare raffinatezza sia per la ricerca geometrica e delle forme e sia per il peculiare cromatismo. Vi si avvertono influssi sudanesi che si sono miscelati con la cultura delle foreste. Le sculture di legno evidenziano una grande cura dei particolari, dalla levigatura alle patine e difatti venivano immerse per settimane nel fango per essere poi rifinite a cera. Caratteristico sono il dio-scimmia (gbreke) e le grandi porte da granaio arricchite da raffigurazioni naturalistiche.
Molto diffusa è anche la produzione di oggetti di valore decorativo oltreché di uso quotidiano, come gioielli e pendenti.